# André Calisir
André Jack Calisir (Stoccolma, 13 giugno 1990) è un calciatore svedese naturalizzato armeno, difensore del Brommapojkarna e della nazionale armena.

## Carriera

### Club
Nativo di Spånga, periferia nord-occidentale di Stoccolma, Calisir è entrato nel settore giovanile del Djurgården.
Nel 2009, quando ancora non aveva collezionato presenze ufficiali in prima squadra, è stato girato in prestito allo Skellefteå FF, formazione che si presentava in Division 1 (terza serie) da neopromossa. Qui giocando da centrocampista ha vinto la classifica individuale degli assist, nonostante l'ultimo posto in classifica della sua squadra.
Rientrato al Djurgården non ha trovato grande spazio, giocando 6 partite dell'Allsvenskan 2010 e una nei primi mesi dell'Allsvenskan 2011. Nel giugno 2011 è sceso nel campionato di Superettan con il prestito allo Jönköpings Södra, squadra in cerca di un sostituto per l'infortunato Johan Niklasson. Il prestito, della durata iniziale di due mesi, è stato esteso fino al termine della stagione.
Non avendo ricevuto un rinnovo contrattuale da parte del Djurgården, Calisir si è legato allo Jönköpings Södra, questa volta a titolo definitivo con tre anni di contratto. Nel settembre 2014 ha firmato un prolungamento di altri tre anni. L'anno successivo la compagine allenata da Jimmy Thelin ha chiuso la Superettan 2015 al primo posto, ed è tornata in Allsvenskan a 46 anni dall'ultima volta. Calisir ha continuato a ricoprire il ruolo di difensore centrale titolare anche nella massima serie. La sua ultima stagione con lo "J-Södra" è coincisa con la retrocessione in Superettan.
Il 2 gennaio 2018 è stato ufficializzato l'ingaggio di Calisir da parte dell'IFK Göteborg per tre anni e mezzo. È rimasto fino al dicembre del 2020, totalizzando 67 presenze in Allsvenskan con i biancoblu, rivestendo in alcune occasioni anche il ruolo di capitano.
Il 1º gennaio 2021, a 6 mesi dalla scadenza contrattuale, è stato reso noto il suo passaggio ai greci dell'Apollōn Smyrnīs. La sua permanenza nel paese ellenico tuttavia è durata solo pochi mesi, poiché il successivo 26 maggio è stato annunciato il suo ingaggio per due anni e mezzo da parte dei danesi del Silkeborg, neopromossi in Superligaen.
Nel febbraio del 2023 è tornato in Svezia a titolo definitivo con l'ingaggio da parte del Brommapojkarna, squadra militante in Allsvenskan.

### Nazionale
Nel 2010 ha giocato 2 partite con la nazionale svedese Under-19; successivamente ha scelto di rappresentare l'Armenia, con la cui nazionale maggiore ha esordito nel 2018.

## Palmarès

### Club

#### Competizioni nazionali
- Coppa di Svezia: 1

IFK Göteborg: 2019-2020
- Superettan: 1

Jönköpings Södra: 2015